# Daniel Godelli
Daniel Godelli, né le 10 janvier 1992 à Elbasan, est un haltérophile albanais. Il concourt dans la catégorie des moins de 69 kg.

## Palmarès

### Championnats du monde junior
- 2011 à Penang

### Championnats d'Europe d'haltérophilie
- Championnats d'Europe d'haltérophilie 2013 à Tirana
  -  Médaille d'argent en moins de 69 kg.
- Championnats d'Europe d'haltérophilie 2011 à Kazan
  -  Médaille de bronze en moins de 69 kg.